# Motion Poetry
Motion Poetry ist ein Jazzalbum von Mario Pavone und Michael Musillami. Die am 28. Mai 2000 in Wilmington, Vermont, entstandenen Aufnahmen erschienen 2000 auf dem Label Playscape Recordings.

## Hintergrund
Der Bassist Mario Pavone und der Gitarrist Michael Musillami spielten viele Jahre zusammen, bevor sie mit diesem ersten Studio-Projekt in voller Länge begannen. Gemeinsam nahmen sie in den folgenden Jahren die Alben Op Ed (2001) und Pivot (2002) auf. Bei ihrer ersten Kooperation waren der Pianist Peter Madsen und der Schlagzeuger Michael Sarin beteiligt.  Alle vier Musiker hatten eine enge Beziehung zu dem Altsaxophonisten Thomas Chapin, der 1998 im Alter von 40 Jahren an Leukämie gestorben war. Pavone und Sarin waren bis zum Schluss Mitglieder des Thomas Chapin Trio.

## Titelliste

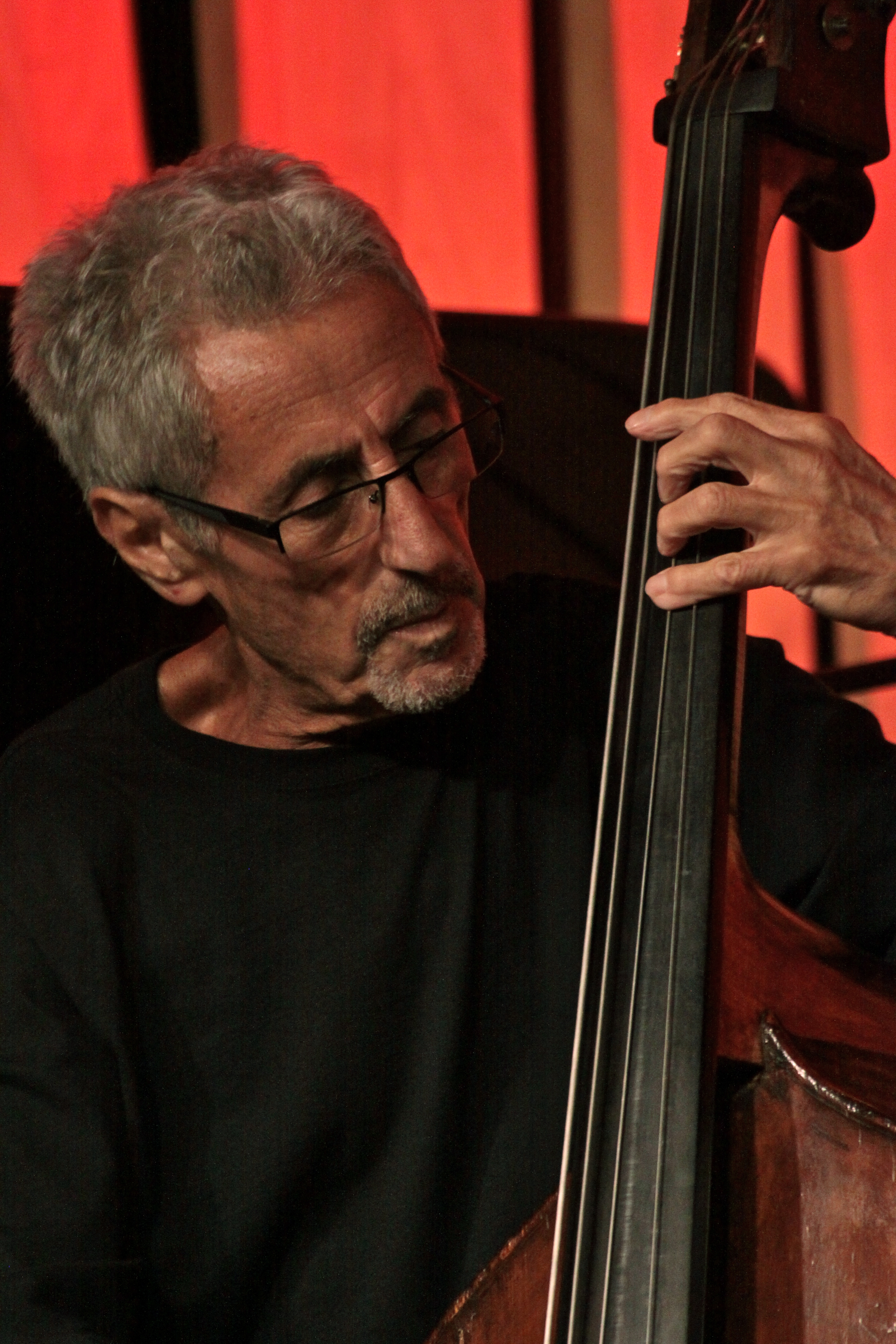
Mario Pavone (2019)

- Mario Pavone:  Motion Poetry (Playscape Recordings PSR538)

1. Foody (Michael Musillami, Mario Pavone) 1:56
2. 3m Blues 5:43
3. Poet O Central Park (Thomas Chapin) 5:01
4. Emmett Spencer (Michael Musillami) 7:35
5. New Socks 5:34
6. Lament In Passing 8:26
7. Song for M 8:34
8. Archives (Michael Musillami) 5:30

Sofern nicht anders angegeben, stammen alle Kompositionen von Mario Pavone.

## Rezeption
David R. Adler verlieh dem Album in Allmusic vier Sterne und schrieb, wie schon Thomas Chapin, der mit seinem Tod zu einer Ikone geworden sei, beschäftige sich Motion Poetry mutig mit der Kluft zwischen dem Tonalen und dem Atonalen. Sie verunsichern oft ihre geradlinige Jazz-Stimmung mit einer rhythmischen und harmonischen Freiheit, die am Rand der Avantgarde angesiedelt sei, so der Autor. Das Album sei ein schönes Debüt von einem Ensemble, das vielleicht als eines der stärksten Improvisationsgruzppen bekannt werden könnte.
Richard Cook und Brian Morton zeichneten das Album mit drei Sternen aus und schrieben in der achten Auflage des Penguin Guide to Jazz, Chapins „Poet o Central Park“ spiele eine herausragende Rolle in dieser eleganten Zusammenarbeit zwischen den vier engsten Mitarbeitern des verstorbenen Saxophonisten. Musiliami zeige seine Qualitäten mit „Archives“, einem Thema, das der eleganten Dissonanz und der rhythmischen Spannung der Gruppe sehr nahekommt. Das einzige abstoßende Element sei die Eröffnungsimprovisation „Foody“, die sich nur wie ein Warm-up anhört und auf die man leicht hätte verzichten können.